# Kushi TV
 (mai 2017).
Si vous disposez d'ouvrages ou d'articles de référence ou si vous connaissez des sites web de qualité traitant du thème abordé ici, merci de compléter l'article en donnant les références utiles à sa vérifiabilité et en les liant à la section « Notes et références ».
Kushi TV est une chaîne de télévision indienne pour enfants en télougou, une langue parlée dans les États Andhra Pradesh et du Telangana en Inde. 
Elle fait partie du réseau Sun Television Network. Lancée en 2009, elle diffuse des émissions de dessins animés en télougou. Son contenu est en majorité similaire à celui  Chutti TV, chaîne homologue en langue tamoul.